# Chez nous (2017)
Chez nous is een Frans-Belgische film uit 2017, geregisseerd door Lucas Belvaux. De film is een bewerking van de roman Le Bloc, verschenen in 2011 bij uitgeverij Gallimard. De auteur Jérôme Leroy schreef mee aan het scenario. De film ging in première op 25 januari in Lyon en werd vertoond op het International Film Festival Rotterdam.

## Verhaal
Pauline Duhez is een thuisverpleegster in Hénart, Pas-de-Calais die naast haar patiënten ook voor haar zieke vader zorgt. Daarbij heeft ze als alleenstaande moeder de zorg voor haar twee kinderen. Op een dag vraagt de arts waar ze al jaren mee werkt, of ze wil aansluiten bij de extreemrechtse partij RNP om zich kandidaat te stellen voor het burgemeesterschap. Ze is er echt van overtuigd dat ze de mensen kan helpen en voert campagne waarbij ze vrienden verliest maar ook nieuwe vrienden maakt.

## Rolverdeling

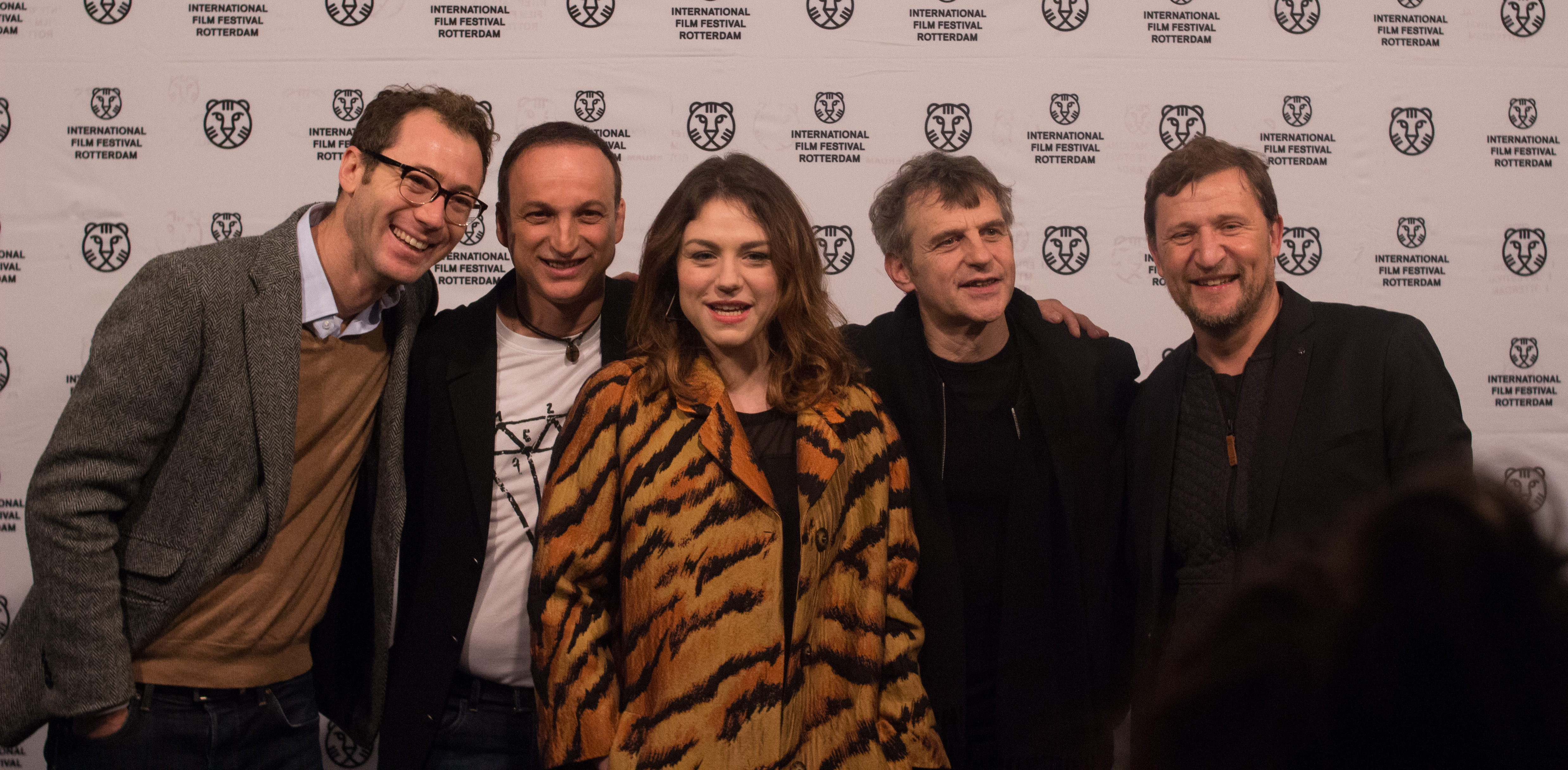
Émilie Dequenne met rechts van haar de regisseur Lucas Belvaux en andere leden van de crew op het IFFR 2017

| Acteur           | Personage           |
| ---------------- | ------------------- |
| Émilie Dequenne  | Pauline Duhez       |
| André Dussollier | Philippe Berthier   |
| Guillaume Gouix  | Stéphane Stankowiak |
| Catherine Jacob  | Agnès Dorgelle      |
| Anne Marivin     | Nathalie Leclerc    |
| Patrick Descamps | Jacques Duhez       |

## Prijzen en nominaties
De belangrijkste:
| Jaar | Prijs              | Categorie                   | Genomineerde(n)    | Uitslag     |
| ---- | ------------------ | --------------------------- | ------------------ | ----------- |
| 2018 | Magritte du cinéma | Beste film                  | Beste film         | Genomineerd |
| 2018 | Magritte du cinéma | Beste regie                 | Lucas Belvaux      | Genomineerd |
| 2018 | Magritte du cinéma | Beste actrice               | Émilie Dequenne    | Gewonnen    |
| 2018 | Magritte du cinéma | Beste acteur in een bijrol  | Patrick Descamps   | Genomineerd |
| 2018 | Magritte du cinéma | Beste montage               | Ludo Troch         | Genomineerd |
| 2018 | Magritte du cinéma | Beste filmmuziek            | Frédéric Vercheval | Genomineerd |
| 2018 | Magritte du cinéma | Beste scenario of bewerking | Lucas Belvaux      | Genomineerd |